# Les Sœurs Elliot
Les Sœurs Elliot est une série télévisée québécoise en vingt épisodes de 45 minutes créée par Estelle Bouchard et diffusée entre le 26 septembre 2007 et le 3 décembre 2008 sur le réseau TVA.

## Synopsis
Lauretta, dite la grande Laure Elliot, est l'animatrice d'une émission de cuisine. Sa sœur cadette, Gloria, est aussi négligée que son aînée peut être ordonnée et travaille dans un cabinet d'avocats pour Paul, un homme marié avec lequel elle vit une relation amoureuse dans la clandestinité. Eugénie, la plus jeune, est plus posée que ses deux sœurs et travaille comme pharmacienne. Bien qu'elles n'aient pas grand-chose en commun, elles partagent un douloureux secret, celui de la mort de leur mère électrocutée dans son bain. S'agit-il d'un suicide ou d'un meurtre? Si oui, s'agit-il de l'œuvre de Gerry Elliot, leur propre père, disparu après le drame ?
Depuis le triste évènement, les sœurs Elliot ont été élevées par Mathilde « Matty », la sœur de leur défunte mère, dans la petite municipalité de Melville. Tricotées serrées, les sœurs Elliot se déchirent fréquemment, mais peuvent toujours compter les unes sur les autres. 
Alors que leur père disparu en Afrique pendant 30 ans fait son retour, tout s'emballe et les trois sœurs se retrouvent bientôt en grand danger…
Les Sœurs Elliot se distingue par le ton léger et humoristique de la série.

## Distribution

### Acteurs principaux
- Sylvie Léonard : Lauretta Elliot
- Isabel Richer : Gloria Elliot
- Julie Perreault : Eugénie Elliot
- Marie Tifo : Mathide Garland
- Gilbert Sicotte : Gerry Elliot
- Alex Ivanovici : Julius Cohen
- Mariane Lalumiere : Anne Elliot, fille cadette de Lauretta
- Alice Morel-Michaud : Marie Elliot, fille aînée de Lauretta
- Yan England : David Cohen
- Nicolas Canuel : Paul Bernier, patron et amant de Gloria
- Paul Savoie : Hervé Grip
- Michel-André Cardin : Carl Beaulne
- Patrice Dubois : Raphaël Soucy
- Martin Laroche : Orlando Lepage
- Robert Toupin : Normand Croteau
- Patricia McKenzie : Natou

### Figurants
- Martin-David Peter : Policer
- Marc Bélanger : Policer
- Marie-Andrée Corneille : L'amie d'Eugénie
- Claude Préfontaine : Théo
- Claude Demers : Le M. de l'appartement de Gerry

## Fiche technique
- Auteure : Estelle Bouchard
- Collaboration aux scénarios : Jacques Savoie
- Producteurs : Anne Boyer et Michel d'Astous
- Réalisateur : François Gingras
- Directeur artistique : André Guimond
- Créatrice de costumes : Carmen Alie
- Directeur photo : Philippe Roy (saison 1), Yves Bélanger (saison 2)
- Monteur : Éric Drouin
- Compositeur : FM Le Sieur
- Société de production : Duo Productions

## Épisodes

### Première saison (2007)
1. Union fatale
2. Le jour du grand pardon
3. Disparition
4. Demi-vérités
5. La tête froide
6. Infortunés
7. Qui vive!
8. Au secours!
9. Funérailles
10. La vérité, toute la vérité?

### Deuxième saison (2008)
1. Où est Gloria
2. Laver son passé
3. Retrouvaille
4. Les bonnes œuvres ou un dimanche à la campagne
5. Évanescent comme dans bonheur
6. Guide 101 pour se sortir du bourbier!
7. Peur de perdre, envie de gagner
8. L'effet de balancier
9. Et le ciel bleu lui tomba sur la tête sans aucun égard pour sa migraine
10. Assumer

## Commentaires
Faute d'audience suffisante, la série n'a pas été renouvelée pour une troisième saison.

## Récompenses
- Prix Gémeaux 2009 - direction photo